# 澳洲斑点水母
澳洲斑点水母（学名：Phyllorhiza punctata），是一种水母，又称浮铃、棕色水母或白斑水母。它原产于西太平洋，从澳大利亚到日本，但已在其他地方广泛引入。它主要以浮游动物为食。 P. punctata钟形直径通常可达50厘米（20英寸）， 但在 2007 年 10 月，在北卡罗来纳州的日落海滩发现了一种72厘米（28英寸）宽的澳洲斑点水母，可能是有记录以来最大的。

## 描述

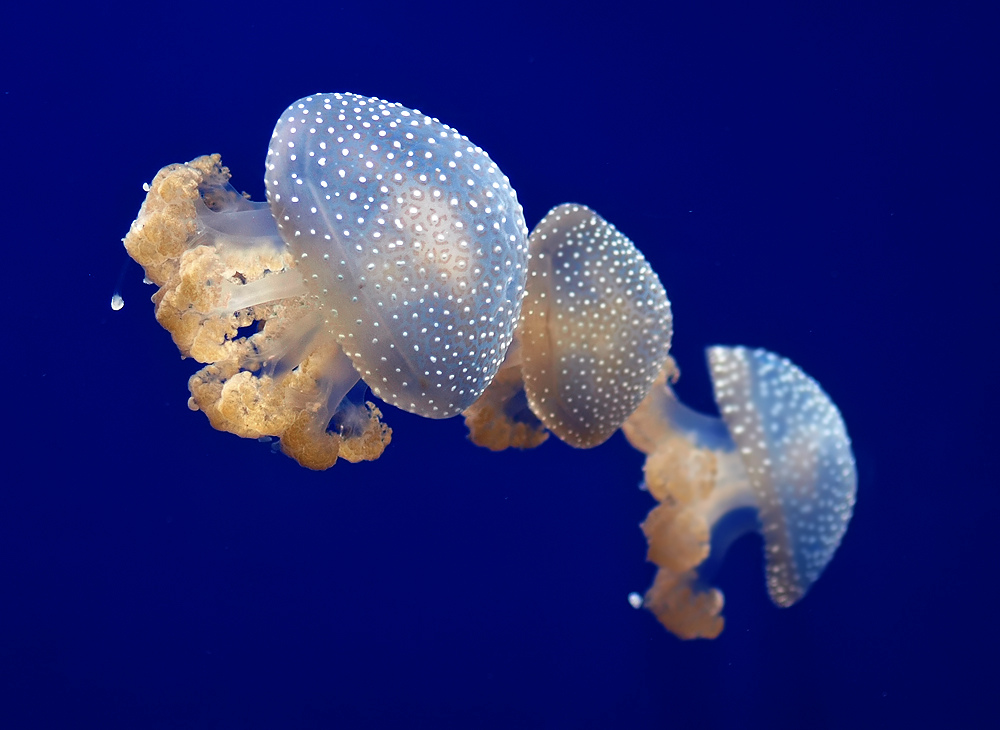
德国蒂尔帕克哈根贝克

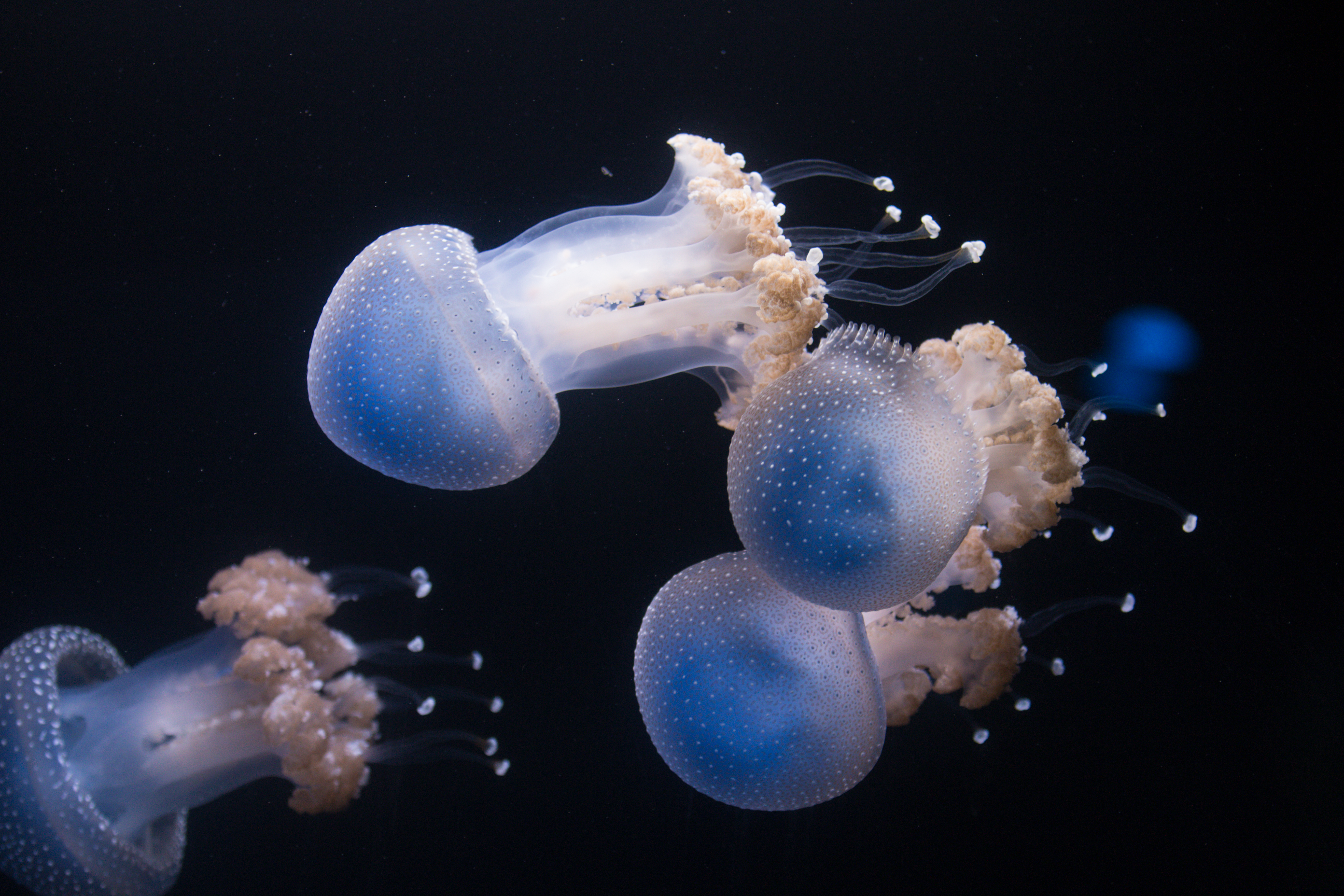
奥地利维也纳 Hietzing Tiergarten Schönbrunn

真正的水母经历两个阶段的生命周期，包括水母阶段（成年）和息肉阶段（幼年）。在水母阶段，雄性水母将精子释放到水柱中，而雌性水母则将精子收集到嘴里，并将卵放在嘴里。一旦受精并形成幼虫，它们就会离开母体，定居在海底。一旦在底部出现一个息肉形态，这种形态通过“克隆”或分裂成其他息肉进行无性繁殖。水母在息肉期可以活五年，在水母期可以活两年（活跃）。
当在温暖的水域发现这些水母时，它们会繁衍生息。它们大多是高盐度的，但低盐度可能会对物种产生负面影响。在低盐度的时候，这些水母会失去它们的虫黄藻。 它们的散布模式局部呈斑块状。 
它们只有轻微的毒液，不被认为是对人类的威胁。它们有轻微或不明显的刺痛，可以用稀酸治愈。（通常是白醋或苹果醋）

## 生态
澳洲斑点水母是根孔介科和叶肢介属的一部分。它们的毒液不足以杀死猎物，这就是它们是滤食性动物的原因。它们的主要食物来源是浮游动物。通常情况下，它们成群结队地旅行，这往往会导致大片的它们吃掉该地区所有的浮游动物。这会对它们所经过的当地生态系统造成有害影响。由于它们吃掉了所有的浮游动物，因此依赖浮游生物作为食物来源的其他物种缺乏食物。 
它们的原生分布在凯恩斯、昆士兰、澳大利亚和泰国。其原生栖息地从澳大利亚东部向北延伸至东南亚。它们也在非本土地区发现，如西澳大利亚、美国、大西洋盆地、巴西、波多黎各、地中海东部、加勒比海和墨西哥湾。澳洲斑点水母喜欢温暖的温带海洋，并聚集在海岸线附近的水域。 
它们的营养主要来自浮游动物。消耗的过程是过滤。流体在圆柱体中心的口腔臂盘基部附近的一簇小口上流动。摄食过程是连续的，因为水母必须在游泳，才能将猎物移到不同的小口，以便被消化。 
澳洲斑点水母的繁殖是独一无二的。在生命的最初阶段，即息肉阶段，息肉是无性的。它通过多次繁殖来繁殖；创建了一个比母亲创建的原始图案更大的图案填充。下一阶段——水母阶段——是水母有性繁殖的阶段。雄性将精子射入水中，雌性将精子收集在口中，并过滤到生殖器官。在那里，它们生长成息肉，最终落入海底，在那里生长并开始自己繁殖。 

## 入侵物种
该物种至少自1945年以来就在夏威夷群岛海域发现，至少自1965年以来在地中海发现，自2000年以来在墨西哥湾大量发现。[9]在东太平洋，早在1981年就在圣地亚哥地区和加利福尼亚湾发现了该物种。[10][11]尽管尚不清楚该物种是如何传入这些地区的，有理论认为，萌芽的息肉可能附着在船上，[12]或者被携带在船上的压载舱中，随后被倾倒。[2] 作为一种入侵物种，它已经成为几种虾的威胁。在墨西哥湾水域，水母长得异常大，直径可达60厘米（24英寸）。
2007 年 7 月，在北卡罗来纳州海岸更北的博格湾发现了小型个体。然而，它们消耗浮游生物、重要鱼类的卵和幼虫的能力令人担忧。每只水母每天可以过滤多达50000升（13000美加仑）的海水。在这样做的同时，它会摄入本地物种所需的浮游生物。
在北美和夏威夷，它的非本土位置如下：墨西哥湾北部、加利福尼亚州南部、大安的列斯群岛、佛罗里达州和夏威夷群岛。它们还威胁着大型渔业，因为它们食用鱼卵和鱼、蟹和虾的幼虫。除了危害渔业种群外，它们还严重堵塞渔网，破坏船只进水口，毁坏渔具。有时，它们会导致渔业生产区关闭。